# Gilles Hocquart
Pour les articles homonymes, voir Hocquart.
 (octobre 2023).
Si vous disposez d'ouvrages ou d'articles de référence ou si vous connaissez des sites web de qualité traitant du thème abordé ici, merci de compléter l'article en donnant les références utiles à sa vérifiabilité et en les liant à la section « Notes et références ».
Gilles Hocquart (1694 à Mortagne-au-Perche en Normandie en France - 1er avril 1783 à Paris) est intendant de la Nouvelle-France de 1729 à 1748.

## Biographie
La famille de Gilles Hocquart, la quatrième branche de Hocquart portant ce nom depuis 1189, est originaire de Champagne. Cette branche de Hocquart fut reconnue comme noble seulement aux environs de 1536. Avant cette date, les Hocquart étaient perçus comme de vulgaires paysans. D’ailleurs, en ces temps, leur fortune ne dépassait guère les ardeurs de leur titre. C’est lorsqu’ils immigreront à Paris, au XVIe siècle, et qu’ils grimperont aux hauts postes de la société et seront connus comme de riches nobles influents, tant dans les domaines des finances que de la magistrature ou de la bureaucratie gouvernementale. Leur escalade des échelons sociaux est autant le résultat de mariages avantageux avec, entre autres, des Colbert et des Talon, que leur acquisition d’offices fiscaux. Par contre, leur incroyable ascension sociale se terminera plus tard pour des raisons politiques et économiques. Malgré tout, la famille n’a pas échoué au bas de l’échelle, bien au contraire, elle a su rester dans la noblesse de la France, et cela reste grandement redevable à Jean-Hyacinthe Hocquart le père de Gilles Hocquart. En effet, c’est principalement lui qui a frayé les chemins de la réussite professionnelle de ses fils et donc qui a le plus contribué à la considération française envers sa famille . 
Gilles Hocquart est le troisième des quatorze enfants de Jean-Hyacinthe (I) Hocquart, chevalier et seigneur d'Essenlis et de Muscourt, et de Marie-Françoise Michelet du Cosnier ; et le frère de Jean-Hyacinthe (II) Hocquart de Montfermeil. Gilles Hocquart doit à son père la majeure partie de sa carrière. Il débute au Commissariat de la Marine, en tant qu’écrivain. Il obtient ensuite des promotions comme petit commissaire à Toulon et puis comme commissaire ordinaire. Par la suite, on l’affecte à Rochefort, connue comme école pour former les employés de la Marine française, où il s’est vu confier plusieurs tâches dans des domaines diversifiés. Dans cette institution, pour laquelle il travaille pendant 7 ans (de 1722 à 1729), il sait développer des compétences tant dans les secteurs administratifs et judiciaires que commerciaux. Après il s’éleva dans la hiérarchie jusqu’au niveau de commandant. Il fut nommé commissaire financier et intendant intérimaire de Nouvelle-France en 1729.
Voici un exemple témoignant de sa grandeur en tant qu’individu : il fut l’un des seuls intendants de la Nouvelle-France à ne pas s’enrichir à ce poste. Il n’y a d’ailleurs jamais été propriétaire d’une maison alors que d’autres intendants ont abusé de cette situation. Voici maintenant les propos du marquis de Montcalm, appuyant ceux générés plus haut, dans son journal, lors de son séjour à Brest: "Pour monsieur et madame Hocquart, c’est un couple bien assorti; ce sont d’honnêtes gens, vertueux, bien intentionnés, tenant une bonne maison. Aussi, M. Hocquart a-t-il été vingt ans intendant en Canada, sans avoir augmenté sa fortune, contre l’ordinaire des intendants des colonies qui n’y font que trop grands profits aux dépens de la colonie."

## Carrière en Nouvelle-France

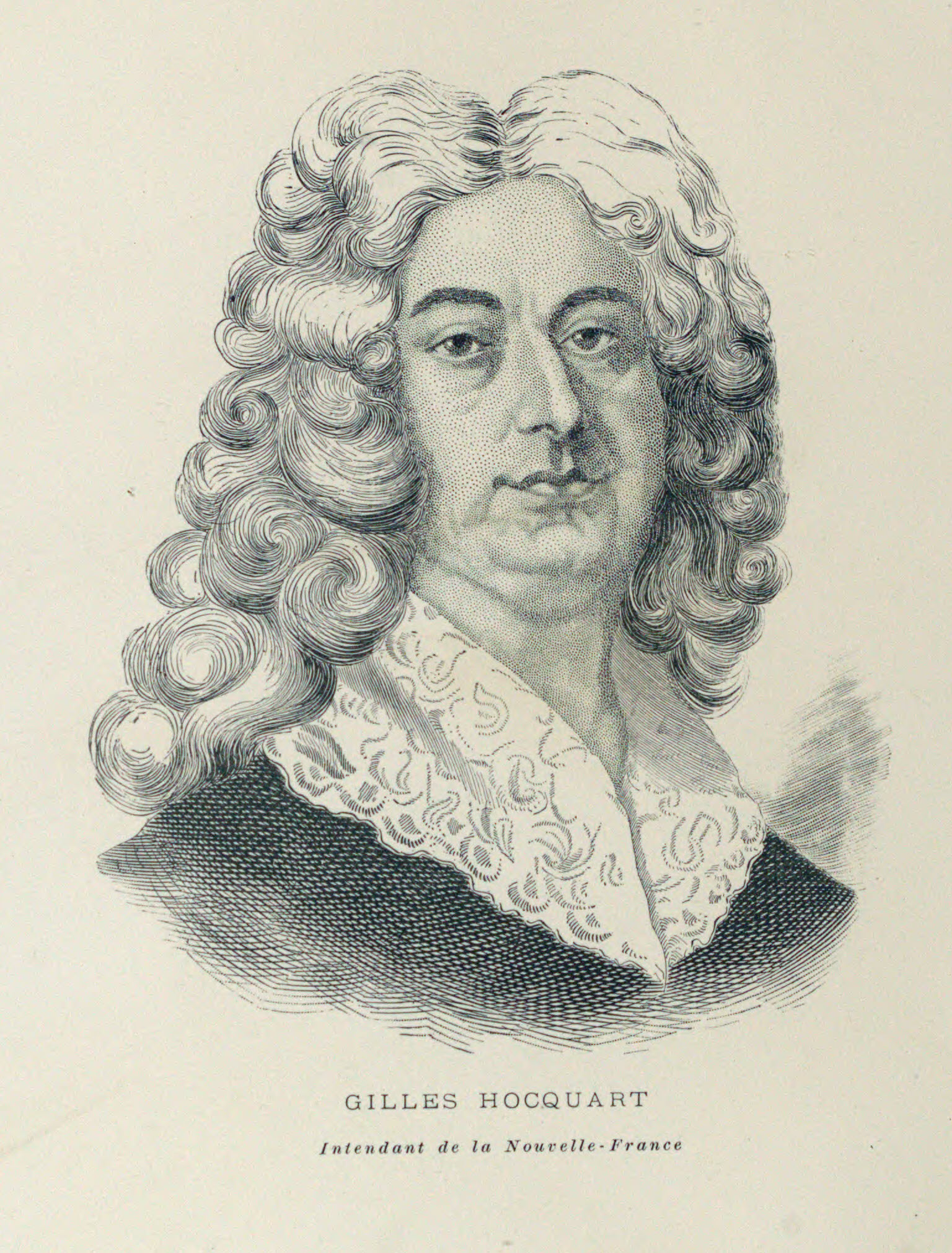
Gilles Hocquart, gravure illustrant l'Histoire des Canadiens-Français de Benjamin Sulte.

Tout a débuté lorsque le roi lui accorda, le 8 mars 1729, une commission en qualité de commissaire général de la marine mais aussi d’ordonnateur au Canada. À son arrivée dans la colonie, il postula au Conseil souverain, question de procéder à l’enregistrement de sa commission, pour qu’il puisse agir comme intendant intérimaire de la Nouvelle-France. Avant cela, il rencontra Beauharnois, alors gouverneur général et ils devinrent de bon amis pour la principale raison qu’ils trouvaient un mutuel avantage à collaborer. Ainsi, Beauharnois joua un important rôle pour Hocquart car il parla en sa faveur au ministre et adressa une requête pour que son collègue devienne intendant. Hocquart en fit tout autant pour le gouverneur général. Leur relation joua en faveur de leurs intérêts particuliers mais également à rétablir un équilibre politique et administratif dans la colonie, aspect négligeable dans les temps du partenariat entre Dupuy et Beauharnois. 
Mis à part sa collaboration avec Beauharnois, la carrière de Gilles Hocquart au Canada fut, en grande partie, le résultat du favoritisme provenant de la couronne française et de l’influence de sa famille. D’un autre côté, Hocquart fut au bon endroit au bon moment car Hocquart avait l’expérience et les compétences pour en combler les besoins de la nouvelle colonie, par exemple en ce qui touche le domaine commercial. 
Bref, l’essentiel est qu’Hocquart fut officiellement reconnu comme intendant par Versailles le 21 février 1731 et la nouvelle parvint le 20 août 1731 au Canada. Intendant en titre de la Nouvelle-France, Hocquart ne connaît pas encore l’ampleur et la complexité du défi dans lequel il vient tout juste de plonger. À ce moment-là, Maurepas occupait le poste de ministre de la marine et Fleury était cardinal. Ces deux hommes ainsi que les gouvernements français et canadien s’attendaient à ce qu’il voie au développement du potentiel de la Nouvelle-France en s’assurant à la fois de minimiser les coûts pour la France et de maximiser les intérêts.
Fleury, qui couvrit d’ailleurs en grande partie l’intendance de Hocquart, mettait en avant pour la colonie une stabilité politique, un régime économique axé en totalité au niveau gouvernemental, un plus grand contrôle sur la bureaucratie de robe et une diminution des fonds disponibles, consacrés aux initiatives de l’État. Maurepas, quant à lui, insista énormément sur l’expansion commerciale. Dans les instructions données à Hocquart par Maurepas et Fleury, celles-ci furent beaucoup influencées par les maximes mercantilismes classiques: « Comme la Colonie du Canada n’est bonne qu’autant qu’elle peu estre utile au Royaume, le Sr.Hocquart doit s’appliquer à chercher les moyens qui y peuvent contribuer. ».
À travers les 19 ans de son intendance au Canada, on considère que Hocquart réussit bien. Plus précisément, Hocquart, comme Talon, contrairement aux autres intendants, procédèrent à la réorientation des exportations canadiennes de la traite des fourrures vers l’industrie et l’agriculture. De plus, au niveau des domaines touchant à la justice et à la police, Hocquart améliorera la compétence des fonctionnaires qui, à son arrivée en 1729, ne l’avaient pas impressionné. D’ailleurs au cours de son mandat d’intendant du Canada, son opinion changea grandement à l’endroit des dits fonctionnaires. Au début, il les jugeait incompétents. Voici un message écrit de sa main à Maurepas en 1730: « Je n’aye porté presque tout seul la peine de toutes les opérations que j’aye faites, n’ayant trouvé personne icy capable de Débrouiller le cahos […] il a fallu que j’ay Dirigé, instruit et conduit tout le travail.», alors que par la suite, il prit conscience que les fonctionnaires en question manquaient seulement de ressources comme il en est témoigné : « […] il jugeait ses subordonnés, bureaucrates chargés des finances et fonctionnaires civils, comme des hommes capables mais surchargés de travail […] ». 
Poursuivons encore sur la ligne de ses réalisations en disant que le treizième intendant du Canada dirigeait et administrait ces terres d’Amérique mais n’en faisant pas ses seules occupations: il se rendit également sur le terrain pour appliquer et construire ses politiques. Par exemple, il apporta de l’aide à ceux qui tentaient de développer des industries pour fructifier l’exportation. De plus, entre 1729 et 1731, lui et Beauharnois distribuèrent aux seigneuries quelque 400 censives pour l’agriculture, par simple observation de cette carence sous les deux derniers intendants. Question d’ajouter à son œuvre ô combien respectable, ce grand homme avantagea les marchands canadiens et les accompagna contre les marchands français, qui selon lui, prenaient trop de place au sein du commerce canadien pour qu’un jour, ils puissent arriver à développer leur économie. Aussi, Hocquart les prit sous son aile et il investit dans de petites entreprises dans lesquelles bon nombre de personnes ne croyaient pas. Ensuite, ce chevalier crut, pour revigorer la colonie, qu’il fallait des fonds. Il rendit visite à plusieurs reprises au ministre de la marine de France pour faire valoir ses convictions. Ces sollicitations envers Maurepas et Fleury débloquèrent de l’argent mais jamais assez pour la grandeur des projets d'Hocquart. Malgré tout, grâce aux fonds accordés par la France, il y eut une considérable croissance économique durant les années 1736 à 1741. Sous son intendance se réalisèrent quelques travaux d’ordre public tels des constructions et des fortifications dans les limites de la Nouvelle-France.

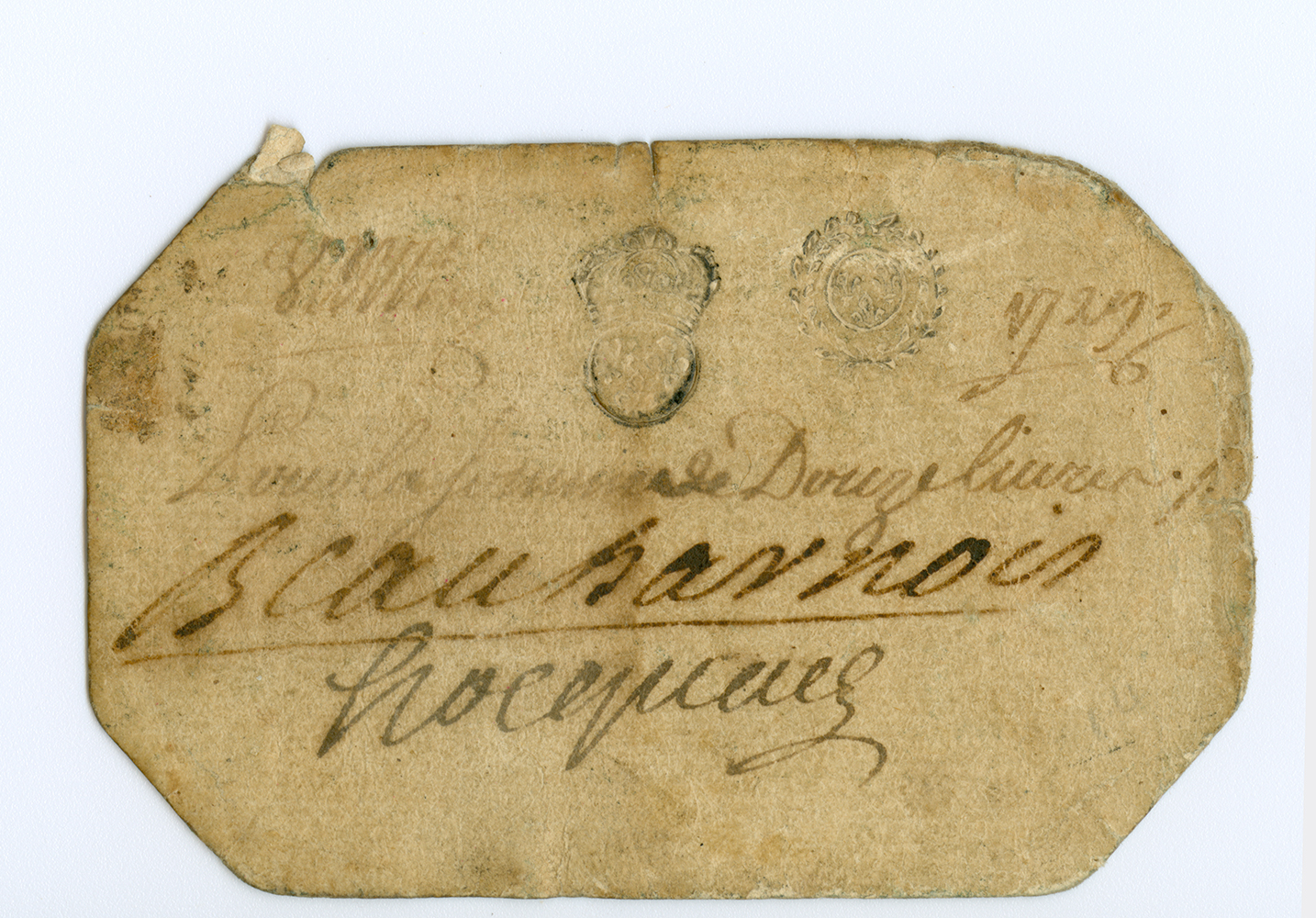
Carte de monnaie de 1729, portant la signature de Hocquart.

L'intendant Hocquart ne ménageait pas ses efforts pour le développement de la colonie. C’est de cette façon, qu’entre autres, il mit en vigueur des règlements et des lois dont les canadiens récolteront les bénéfices. Il donna le commandement de postes de traite aux marchands, il alla jusqu’à tolérer des échanges illégaux pour que le commerce canadien progresse et que le sort des commerçants s'améliore. De plus, l’intendant favorisa les industries coloniales et à la construction navale en accordant de l’argent, de la main d’œuvre, du temps, des matériaux. 
En 1740, les changements observés dans la colonie permirent d’identifier Hocquart comme l’un des meilleurs et des plus remarquables intendants que la Nouvelle-France ait connu. En effet, les affaires du Canada avaient pris plus de valeur que jamais. Les exportations s’étaient multipliées et on exporta même des produits manufacturés, sans compter la croissance impressionnante des produits agricoles ainsi que la progression de la construction navale et de quelques-unes des petites industries. 
Que pouvait-on demander de plus que toutes ces belles réalisations? Malheureusement, dès 1741, Hocquart dut affronter le déclin de ses politiques mises en place depuis le début de son intendance. Plusieurs industries, sur lesquelles il avait misé, firent faillite ou eurent des troubles financiers comme la construction navale ou les Forges Saint-Maurice. La colonie connut de mauvaises récoltes de 1741 à 1743. Aussi, pour rajouter au fiasco qui s’installait, le Canada était plongé dans des dettes et une guerre entre la France et la Grande-Bretagne éclata peu après. Les Britanniques, dans le contexte de guerre, s’emparèrent de structures importantes, bloquèrent le commerce maritime transatlantique, ravagèrent l’industrie des pêcheries et des fourrures. La famine fit son apparition dans la colonie. 
Mais pourquoi un déclin aussi rapide des politiques et des installations de Hocquart ? Les causes de cette chute sont dues en partie au climat des dernières années peu favorables à l’agriculture, mais aussi au manque de vision, à long terme, de Hocquart. Il s'est permis d'intervenir dans le domaine de la justice à un niveau n’atteignant pas ses compétences, au détriment des autres domaines dont il devait s'occuper. Cela entraîna la frustration de Beauharnois et du favoritisme partiellement responsable, à un certain moment, des troubles économiques du Canada. 
Donc, malgré les temps difficiles que connut la colonie, on peut dire que, globalement, l’intendant Gilles Hocquart, de 1729 à 1748, a fait en sorte que le Canada vive un moment fort de sa prospérité commerciale et que son économie se développe et se diversifie. Aussi, la structure sociale interne de la colonie retrouva équilibre et stabilité. Ces belles réussites qui vont mener de la colonie au Québec d’aujourd’hui sont, nous le répétons, grâce à Gilles Hocquart, qui mit à l'honneur l’initiative privée dans le commerce autre que dans celui des fourrures et qui améliora la gestion financière coloniale rendant ainsi possible la construction d’une colonie. Ces éléments compensent pour les faiblesses suivantes : il accorda trop de confiance à certains de ses associés qui en ont abusé, il banalisa des lacunes de l’économie et il priorisa l'agriculture aux dépens de son programme de politique économique.
Finalement, lui-même était insatisfait de son intendance au Canada déjà depuis 1746, comme nous pouvons le constater dans cet extrait « […]j’ai sacrifié avec Joie au service du Roy et ma jeunesse et les Espérances que je pouvois avoir d’un Établissement avantageux […]. Mon administration a resté plus pénible qu’aucune de celles qui l’ont précédée et peut ètre plusieurs Ensemble. »
Hocquart demanda une nouvelle affectation. Maurepas le remplaça par le commissaire ordonnateur de Louisbourg, François Bigot peu de temps après 1744. Cependant, jusqu'en 1748, de nombreux éléments retardèrent la nomination de Bigot comme intendant, où le roi révoqua Hocquart.

## Retour en France
Gilles Hocquart retourne en France. Dès le 1er avril 1749, il est nommé intendant de Brest et conserve ce titre pour les 15 années suivantes. Il fait la rencontre de personnes voyageant de la Nouvelle-France à la France. Il était donc informé de ce qui se passait dans la colonie. Jusqu'en 1760, il garde une seigneurie en bordure du lac Champlain puis, plus important encore, des intérêts dans des pêcheries d’un poste au Labrador. 
Le 23 août 1750, Gilles Hocquart épouse Anne-Catherine de la Lande. Son père était Claude de la Lande, comte de Câlan, chevalier de l’ordre royal et militaire de Saint-Louis. Ils n’ont point d’enfants. Trois hivers plus tard, soit le 29 décembre 1753, Hocquart s’élève professionnellement parlant, au poste de conseiller d’État. Également, pour faire suite à son séjour au Canada, de 1756 à 1763, pendant la guerre de Sept Ans, il arme des flottes françaises comme renfort pour le Canada. Il apporte également son aide à l’établissement d’Acadiens en France. 
Il prend sa retraite en 1764. Malgré son statut de retraité, la même année, il accepte la sinécure d’intendant des classes. Il vécut la fin de sa vie à Paris. À sa mort, le 1er avril 1783, il était pauvre mais avait tout de même réservé une partie de son argent à ses domestiques, aux pauvres venant de diverses paroisses où il avait lui-même été et au ministère de la Marine.

### Sources et bibliographie
- Donald J. Horton, « HOCQUART, GILLES », dans Dictionnaire biographique du Canada, 2000, [lire en ligne], consulté le 18 février 2010
- (en) W.J. Eccles, France in America, New York, Harper & Row, Publishers, 1972 (présentation en ligne)
- Jean Bérenger et Jean Meyer, La France dans le monde au XVIIIe siècle, Paris, SEDES, coll. « Regards sur l'Histoire », 1993, 380 p. (ISBN 2-7181-3814-9)